# Taylor River (Middle Fork Snoqualmie River)
Der Taylor River ist ein 17 km langer rechter Nebenfluss des Middle Fork Snoqualmie River im King County im US-Bundesstaat Washington.

## Verlauf
Der Taylor River verläuft im Kaskadengebirge. Er entspringt 2,5 km südsüdwestlich des Snoqualmie Lake auf einer Höhe von etwa 1280 m. Er fließt anfangs nach Nordnordosten und durchfließt den Snoqualmie Lake in nördlicher Richtung. Anschließend wendet er sich zwei Kilometer nach Westen, bevor er nach Nordwesten abbliegt und in einem großen Bogen nach Westen und schließlich nach Südwesten fließt. Der Taylor River nimmt drei größere Zuflüsse auf, den Big Creek, den Otter Creek und den Marten Creek, die alle drei über größere Wasserfälle in den Fluss stürzen. Nach dem Zufluss des Marten Creek wendet sich der Fluss südwärts seiner Mündung in den Middle Fork Snoqualmie River zu. Kurz vor der Mündung fließt ihm ein weiterer Hauptzufluss zu, der Quartz Creek.

## Wandern
Es gibt mehrere Wanderwege im Gebiet des Taylor River. Der wichtigste und beliebteste ist der „Taylor River Trail“, welcher eine alte Straße darstellt, die nahe dem Fuß der Steilwand am Snoqualmie Lake endet. Er beginnt vor einer Brücke über den Fluss genau oberhalb der Mündung des Quartz Creek. Der Trail folgt dem Flus relativ eng, quert Marten und Big Creek mit Brücken, von denen aus die Creeks wie die Wasserfälle zu sehen sind. Der Otter Creek wird auch gequert, aber es gibt keine Brücke und der Wasserfall ist auch nicht zu sehen. Der Trail endet 1,9 km nach der Big Creek Bridge.
Der unmarkierte und unebene Trail zum Marten Creek kann erreicht werden, wenn man den Taylor River Trail kurz vor der Marten Creek Bridge verlässt.
Es gibt einen kurzen Seitenweg, der vom Taylor River Trail abzweigt, und zwar kurz nach der Querung des Otter Creek; dieser Seitenweg führt zum Lipsy Lake und den Otter Falls, die direkt in den winzigen See stürzen.
Der „Dream Lake Trail“ zweigt vom Taylor River Trail ab, und zwar kurz nach der Big Creek Bridge. Der Trail folgt dem Creek steil aufwärts zum See und ist in einigen Abschnitten fast nicht vorhanden.
Am Ende des Taylor River Trail ist der Start des schwierigen „Nordrum Lake Trail“, einer unebenen Strecke, die zu dem abgelegenen Nordrum Lake führt und auch Zugang zu den Seen Carole und Judy bietet, außerdem zu weiteren Seen in entlegenen Gegenden.